# Lysiopetalum furculigerum
Lysiopetalum furculigerum är en mångfotingart som beskrevs av Karl Wilhelm Verhoeff 1901. Lysiopetalum furculigerum ingår i släktet Lysiopetalum och familjen Callipodidae. Inga underarter finns listade i Catalogue of Life.